# Шатульський Матвій
Матвій Шатульський (1883, Базалія — 1952) — український громадський діяч і публіцист лівого напрямку в Канаді, родом із Волині. Емігрував до США (1909), з 1911 року в Канаді; один із засновників українського робітничо-фермерського руху в Канаді, співробітник прорадянської газети «Українські робітничі вісті» (з 1920).
Мешкав у Едмонтоні. Один з лідерів товариства «Український робітничо-фермерський дім». Займав прорадянську позицію, заперечував саму можливість Голодомору в УСРР у 1932—1933 роках. Як лівий активіст був заарештований 1940 року та до 1942 року утримувався в концтаборі.
Тричі відвідував СРСР у 1923, 1946 і 1952 роках.
Автор книжки «Українці в Канаді: 60 років 1891—1951».